# 奶油炒麵糊

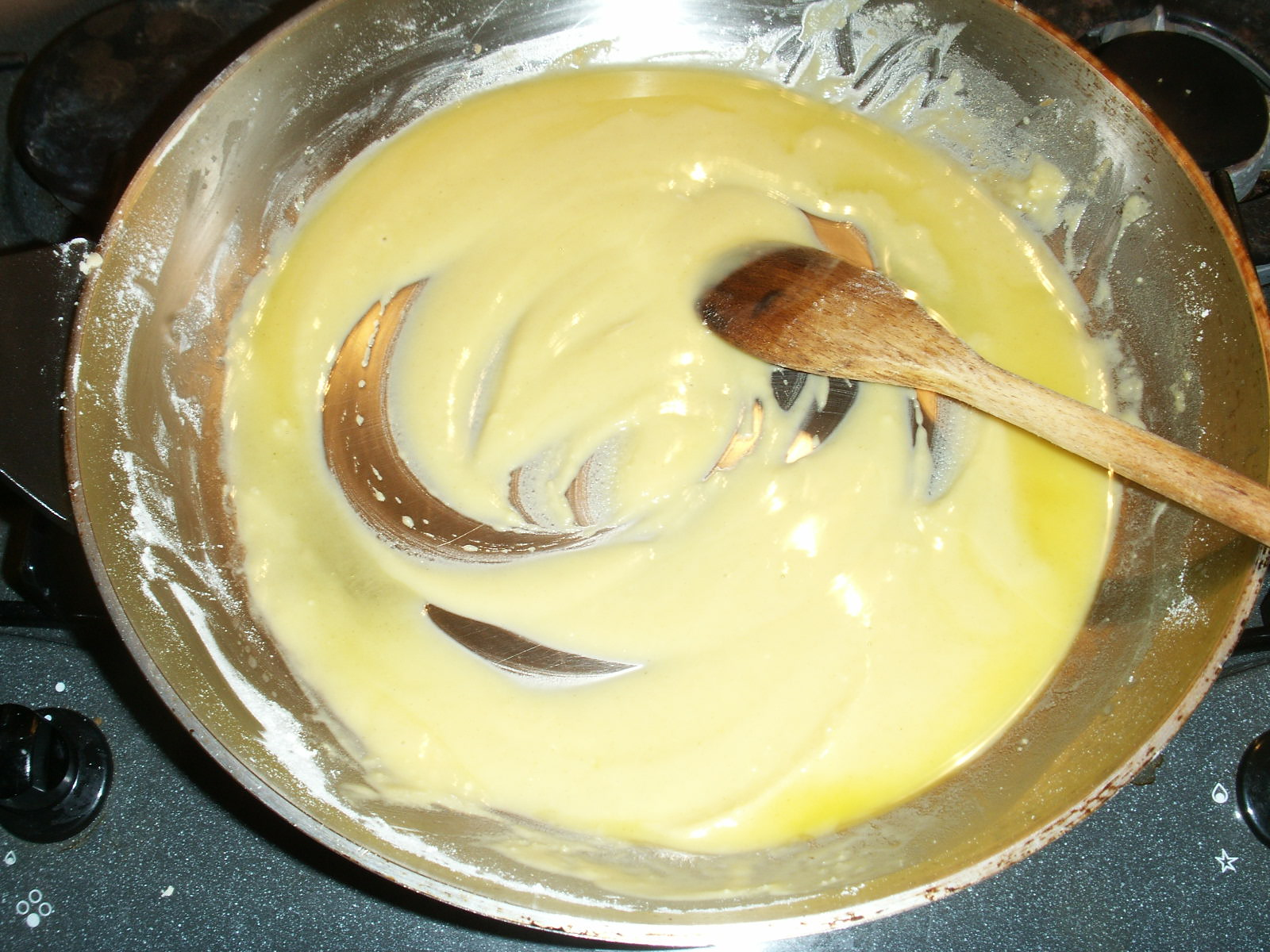
白色的奶油炒麵糊

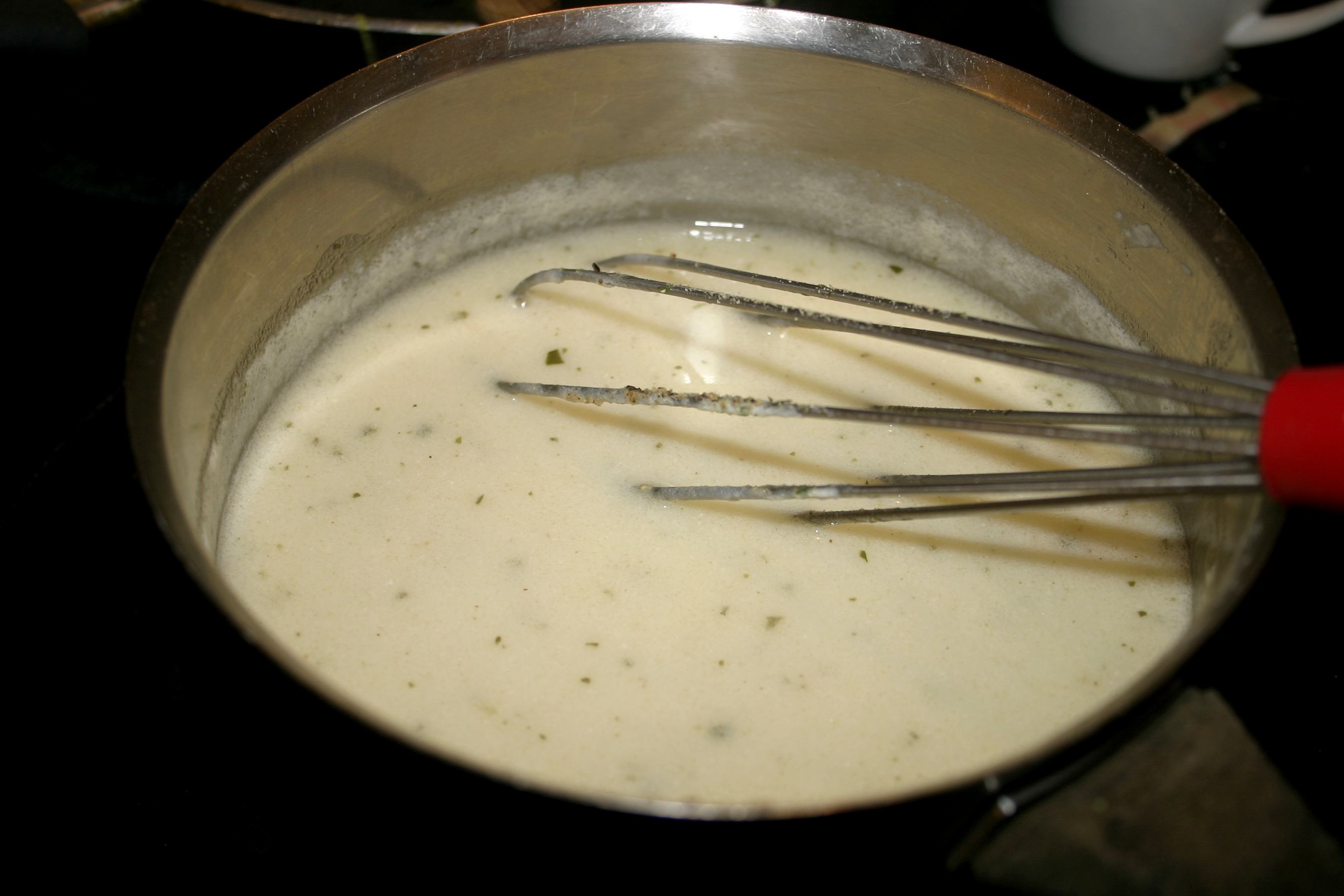
以奶油炒麵糊調配而成的醬汁

奶油炒麵糊（法語：roux；發音： /ˈruː/，亦作法語：或法語：），亦作乳酪麵粉糊或簡稱作炒麵糊，是一種在法國菜常用的增稠劑，以小麥麵粉跟脂肪（常用黄油）混和以後煮成。它是傳統法式烹飪的五大母醬其中三種（即：西班牙醬、天鵝絨醬及貝夏媚醬）的主要原料。脂肪與麵粉的比例按重量約為一比一，用低筋麵粉。脂肪不一定要用固體的牛油，亦可用液体黄油，甚至豬油、菜油也可。
歐風咖哩亦有用奶油炒麵糊來令煮出來的咖喱汁變稠成為咖喱醬。